# Francisco Soto Nieto
Francisco Soto Nieto (Cartagena (Múrcia), 18 abril 1926) fou un magistrat espanyol. Va presidir l'Audiència Provincial de Girona entre el mes de setembre del 1973 i el febrer del 1985. Va entrar en substitució de José de la Torre Ruiz i a ell el va substituir Miguel Pérez Capella.

## Biografia[1]
Soto Nieto era fill de militar, del cos de cavalleria. El seu pare va morir quan tenia set anys. Ell va estudiar la primària i la secundària a Cartagena i la carrera de Dret, a la Universitat de Múrcia. després va estudiar per ser jutge.
El seu primer destí com a jutge de primera instància i instrucció va ser a Cocentaina (Alacant), l'any 1953. Fins llavors havia fet de jutge comarcal a Samos (Lugo) i, després, a Crevillent (Alacant). Arran del seu nomenament com a jutge d'instrucció va demanar l'excedència del comarcal, ja que eren càrrecs incompatibles.
L'any 1956 va ser promogut a jutge d'ascens i va ser destinat als jutjats de Santa Coloma de Farners (Girona). Va prendre possessió del càrrec del jutjat gironí el 9 de novembre del 1956. L'any següent, va ser nomenat, a més, inspector provincial de la justícia municipal. Soto Nieto va arribar a la capital de la comarca de la Selva amb la seva esposa, Encarnación Bruna Briones, i tres fills. Durant la seva estada a Santa Coloma van tenir-ne quatre més.
L'any 1966 va ser nomenat magistrat. En no haver-hi vacant a l'Audiència de Girona, va ser enviat a la d'Albacete, deixant així els dos càrrecs gironins.
L'any 1973 va ser nomenat president de l'Audiència de Girona, a causa de la vacant del càrrec. Va prendre possessió de la presidència gironina el 5 de setembre del mateix any. Durant la seva presidència va haver de substituir temporalment el governador civil. A més, va assistir a la inauguració del nou Ajuntament de Santa Coloma i va oferir una xerrada sobre l'ideal de justícia en el Quixot.
A principi del 1980 es va doctorar en dret per la Universitat de Múrcia amb la tesi Responsabilidad solidaria derivada de los ilícitos culposos civil y penal. L'any següent, el 1981, va ser nomenat membre de l'Acadèmia de Doctors de Catalunya, juntament amb Joaquin Nadal Farreras, alcalde de Girona, i Enric Mirambell i Belloc, cronista oficial de Girona.
L'any 1985 va ser promogut al Tribunal Suprem, a Madrid. Va marxar a Madrid el 14 de febrer de 1985, deixant com a president accident Miguel Pérez Capella. A més, va haver de deixar la docència a la facultat de Dret de la UNED, a Girona. L'any 1986 va ocupar la plaça madrilenya en propietat. A partir de 1995, a més, va ser elegit president de la Junta Electoral Central. Durant la seva presidència es van prohibir les campanyes de propaganda institucional en període electoral.
La primavera de 1996 es va jubilar, en complir l'edat reglamentària. Malgrat això, per raons de necessitat, va ser nomenat suplent de la sala penal del Tribunal Suprem per als cursos judicials 1996/97 i 1997/98.
Té la creu de Primera Classe de Sant Raimon de Penyafort (1978) i la Gran Creu de l'Orde de Sant Raimón de Penyafort (1997). A més. és fill adoptiu de Cocentaina i de Santa Coloma de Farners (1966).

## Articles
- ¿Necesidad de un supuesto derecho a abortar? Diari ABC, 14 agost 2009
- Revista la Ley i altres. Llistat

## Llibres
- Compromiso de justícia. 1978
- Nuevo Código Penal y el Contrato de Seguro. 1998. Llibre
- Imágenes y justícia. El derecho a través del cine. Madrid, 2004. Juntament amb Francisco J. Fernández.Llibre
- Entre Dios y los hombres. La práctica médica y científica, a través del cine. Madrid, 2010. Juntament amb Francisco J. Fernández.LlibreCríticaDiari de Girona
- El delito de intrusismo profesional.Madrid, 2012. Juntament amb Mariano Yzquierdo Llibre